# خرگوش (منطقةالبروج)

خرگوش (兔) یکی از ۱۲ حیوانی است که بنا بر تقویم چینی و تقویم مغولی هر ۱۲ سال یک بار در منطقةالبروج چینی و منطقةالبروج مغولی ظاهر می‌شود. سال میمون همچنین معادل نماد چینی 兔 است.